# Spotsylvania Court House
Spotsylvania Court House Spotsylvania megye székhelye az USA Virginia államában. Lakosainak száma 5610 fő (2020. április 1.).

## Népesség
A település népességének változása:

| 2010 | 4 239 |
| 2020 | 5 610 |